# Kentz
Kentz är ett band som bildades 2017. De gör dansbandscovers av rockbandet Kent. Kentz första listframgång kom januari 2018 i samband med första singeln Kräm (så nära får ingen gå). Låten gick rakt in på förstaplatsen på Spotifys lista "Viral 50 i Sverige" och stannade där i en vecka. Bandet beskriver sin musik och genre som alternativ dansbandsmusik och består av fem medlemmar från Skåne och Stockholm.. 
I april 2018 framförde Kentz en cover på Bob Hund under en spelning på Debaser i Stockholm. Bandet spelade under 2018 på Emmabodafestivalen, som skulle visa sig bli festivalens sista år. Den 17 december 2018, 2 år efter att Kent gjort sin sista avskedsspelning på Tele2 Arena, släppte Kentz sitt debutalbum. Bandet har blivit nominerat till Årets genombrott vid gaffapriset, gjort en inofficiell låt till Världsmästerskapet i fotboll 2018, producerat en remix till en surfvideo inspelad i Lofoten samt medverkat och presenterats i TV4 och Sveriges Television.

## Medlemmar
Bandets medlemmar
- Felix Hessel – sång, gitarr
- Kristofer Krook – trummor, körsång, programmering
- Fabian Maruri – keyboard, gitarr, körsång
- Kristian Gullner – gitarr
- Pelle Bävman – bas
- Lukas Ekberg – Producent, programmering

## Diskografi

### Studioalbum
- Greatest Hitz (2018)

### Singlar
- kräm(så nära får ingen gå) (2017)
- kräm(så nära får ingen gå) Ribban Remix (2018)
- kärleken väntar (2018)
- Om du var här (2018)
- 747 (2018)
- Pärlor (2020)

### Musikvideor
- kärleken väntar (2018)
- kräm(så nära får ingen gå) (2018)

### Fotnoter
1. ↑  Kent-cover gör viral succé Arkiverad 29 juli 2019 hämtat från the Wayback Machine. GAFFA 10 januari 2018
2. ↑  Kentz spelar Kent-covers Får jag lov 16 december 2017
3. ↑  Mattias Alkberg och Kentz tolkar bob hund Arkiverad 29 juli 2019 hämtat från the Wayback Machine. Festivalrykten 17 mars 2018
4. ↑  Från ett vardagsrum på Folkungagatan till en av de största scenerna i Sverige på 8 månader Arkiverad 25 april 2020 hämtat från the Wayback Machine. Dansbandssidan 25 Juli 2018
5. ↑  Emmaboda lägger ned igen Nöjesguiden 16 oktober 2018
6. ↑  Skånska Kentz gör dansbandsversioner av Kentlåtar Sydsvenskan 19 december 2017
7. ↑  Du & Jag ... Dansen? Arkiverad 29 juli 2019 hämtat från the Wayback Machine. GAFFA 17 december 2018
8. ↑  Coverbandet Kentz bättre än originalet? Kvällsposten 15 januari 2018
9. ↑  Från Nacka till Kentz: VM-låtar genom tiderna Arkiverad 29 juli 2019 hämtat från the Wayback Machine. Kungliga Bibilioteket 12 juni 2018
10. ↑  Två månader kallvattensurf i Lofoten Freeride 8 mars 2018
11. ↑  Sommarens festivaler - artisterna du inte får missa Arkiverad 29 juli 2019 hämtat från the Wayback Machine. TV4 5 april 2018
12. ↑  Så låter klassiska Kentlåten i dansbandstappning Sveriges Television 15 december 2017